# Лавинно-пролітний діод
Лавинно-пролітний напівпровідниковий діод (ЛПД) (англ. IMPATT diode (IMPact ionization Avalanche Transit-Time)) - напівпровідниковий прилад з негативним опором, що виникає через зсув фаз між струмом і напругою на виводах приладу внаслідок інерційних властивостей лавинного множення носіїв заряду і кінцевого часу їх прольоту в області р-n-переходу. Лавинне множення в р-n-переході викликане ударною іонізацією атомів носіями заряду. На відміну від інших приладів цього класу (тунельних діодів, тиристорів, діодів Ганна), негативний опір ЛПД проявляється тільки на НВЧ. Ідея створення ЛПД вперше висловлена американським фізиком В. Рідом в 1958. Експериментально генерація коливань за допомогою ЛПД вперше спостерігалась в СРСР в 1959 групою співробітників під кер. О. С. Тагера.
ЛПД застосовуються для генерування коливань в діапазоні частот від 1 до 300 ГГц. Потужність коливань складає одиниці Вт (при ККД ~ 10%). У 1967 був відкритий режим роботи ЛПД, при якому електричні коливання виникають відразу на 2 частотах: частоті f0, характерної для звичайного режиму, і її субгармоніці f0/fn, де n > 3. Цей режим відрізняється високими значеннями ККД (до 60%) і високими рівнями потужності на субгармоніках (до декількох сотень Вт).
Для отримання ЛПД можуть бути використані структури типу p+-n-i-n+ (діод Ріда), p-i-n, р-n, р+-n і р-n+, утворені дифузією домішок, іонною імплантацією, епітаксіальним нарощуванням, напиленням у вакуумі з утворенням бар'єру Шотткі. При виготовленні їх застосовують напівпровідникові матеріали з високою дрейфовою швидкістю носіїв заряду і великою шириною забороненої зони (GaAs, Si, Ge).